# Древнетибетская хроника
Древнетибетская хроника — свиток из числа дуньхуанских рукописей, содержащий текст на древнетибетском языке и состоящий из 536 строк. Конец отсутствует. На обратной стороне свитка присутствуют китайские буддийские тексты. Он был открыт вместе с другими рукописями, написанными на древнетибетском языке, включая знаменитые Тибетские анналы, в начале XX века в забытой библиотеке в пещерах Могао около Дуньхуана, которая как считается была запечатана в XI веке. Они помогают воссоздать раннюю историю Тибета.

## Открытие
Огромное количество древних рукописей на разнообразных языках было обнаружено М. А. Стейном и Полем Пеллио в известной запечатанной пещере-библиотеке № 17. Среди этих т. н. дуньхуанских рукописей и были обнаружены Древнетибетская хроника, которая возможно была составлена в 800—840 годах, и Тибетские анналы.
Рукописью, содержащей хронику, является манускрипт Pelliot tibétain 1287 из коллекции Поля Пеллио в Национальной библиотеке в Париже. Он сделан из двух различных полосок бумаги общей длиной 6,2 метра. Первая полоска из тонкой бумаги содержит первые шесть глав, на которые разделил текст Пеллио и его команда. Вторая полоска, сделанная из прочной бумаги, содержит остальные четыре главы.

## Содержание
Хроника, в большинстве своем вымышленная, начинается с правления царя Дригум Ценпо, семнадцатого царя согласно генеалогии, приведенной в рукописи № 249. Далее хроника продолжается и включает правление царя Триду Сонгцена (670—704 или 676—704). Описание этого царя носит беспорядочный характер, так как безусловно содержит материал и из правления Сонгцэна Гампо. Также хроника свидетельствует о хорошо организованном феодальном обществе с установившейся иерархией и обрядами в Тибете с середины VI века н. э.
По некой причине важное завоевание китайских четырех гарнизонов Аньси в 670 году не упоминается, так же как император Мангсонг Мангцен (650—676), под командованием которого эти завоевания были совершены.
Ни анналы, ни хроника не упоминают о буддизме в правление Сонгцэна Гампо. Однако хроника сообщает, что во время правления царя Тисонга Децэна (755 — около 797): «несравненная религия Будды была принята, и в центре, а также на окраинах страны были вихары (монастыри)».
Данная хроника схожа с текстом из рукописи IOL Tib J 1375, хранящейся в Британской библиотеке.